# Belaunza
Belaunza (oficialmente en euskera: Belauntza) es un municipio español de la provincia de Guipúzcoa, en la comunidad autónoma del País Vasco. El término municipal tiene una población de 288 habitantes (INE 2024).

## Toponimia
El topónimo Belaunza deriva de la lengua vasca (euskera) que se habla localmente y estaría compuesto de la palabra belaun y el sufijo abundancial -(t)za. Belaun significa rodilla en euskera, pero parece más plausible que el topónimo derive de Bela(r) (yerba) + un(e) (trecho, espacio pequeño), que se traduciría como yerbal. También se ha sugerido que el primer término podría ser Bele, palabra común utilizada para referirse a diversas especies del género corvus. 
El municipio se ha denominado tradicionalmente Belaunza en castellano y este ha sido su denominación oficial hasta 1988. En euskera el topónimo se pronuncia Belauntza. 
El municipio cambió oficialmente su denominación de Belaunza a Belauntza por la resolución del 25-04-1988 (publicado en el Boletín Oficial del País Vasco el 27-05-1988 y en el Boletín Oficial del Estado, el 22-04-1989).

## Demografía
Belaunza cuenta con una población de 288 habitantes (INE 2024).
| Gráfica de evolución demográfica de Belaunza entre 1842 y 2021                                                      |
| |
| Población de derecho según los censos de población del INE Población de hecho según los censos de población del INE |

## Administración y política
| Partido político                                                                    | 2015  | 2015       | 2011  | 2011       | 2007  | 2007       | 2003        | 2003        | 1999  | 1999       | 1995  | 1995       |
| Partido político                                                                    | %     | Concejales | %     | Concejales | %     | Concejales | %           | Concejales  | %     | Concejales | %     | Concejales |
| Denok Bat (DB)                                                                      | 55,00 | 4          | 51,16 | 4          | 24,64 | 2          | —           | —           | —     | —          | —     | —          |
| Gazteak Aurrera (GA)                                                                | 42,50 | 3          | —     | —          | —     | —          | —           | —           | —     | —          | —     | —          |
| Partido Socialista de Euskadi-Euskadiko Ezkerra (PSE-EE PSOE)                       | 0,00  | 0          | 0,58  | 0          | —     | —          | —           | —           | —     | —          | —     | —          |
| Belauntza Berreginez (BB)                                                           | —     | —          | 44,77 | 3          | —     | —          | —           | —           | —     | —          | —     | —          |
| Partido Popular del País Vasco (PP)                                                 | —     | —          | 1,16  | 0          | 1,45  | 0          | 0,43        | 0           | —     | —          | —     | —          |
| Eusko Abertzale Ekintza-Acción Nacionalista Vasca (EAE-ANV)                         | —     | —          | —     | —          | 43,48 | 3          | —           | —           | —     | —          | —     | —          |
| Lagun Artean Hauteste Elkartea (LAHE)                                               | —     | —          | —     | —          | 29,47 | 2          | —           | —           | —     | —          | —     | —          |
| Belauntzako Sustraiak (BS)                                                          | —     | —          | —     | —          | —     | —          | 43,48       | 3           | —     | —          | —     | —          |
| Euzko Alderdi Jeltzalea-Partido Nacionalista Vasco (EAJ-PNV)-Eusko Alkartasuna (EA) | —     | —          | —     | —          | —     | —          | 28,26       | 2           | —     | —          | —     | —          |
| Erroizpe (E)                                                                        | —     | —          | —     | —          | —     | —          | 26,52       | 2           | —     | —          | —     | —          |
| Euskal Herritarrok (EH)-Herri Batasuna (HB)                                         | —     | —          | —     | —          | —     | —          | Ilegalizado | Ilegalizado | 58,85 | 4          | 52,68 | 4          |
| Belauntzako Lagunartea (BL)                                                         | —     | —          | —     | —          | —     | —          | —           | —           | 39,92 | 3          | —     | —          |
| Zazpiak Bat (ZB)                                                                    | —     | —          | —     | —          | —     | —          | —           | —           | —     | —          | 46,43 | 3          |